# Оксман Юліан Григорович
Юліан Григорович Оксман (17 січня (29 січня) 1895, м. Вознесенськ, Єлисаветградський повіт, Херсонська губернія, Російська імперія — 15 вересня 1970, м. Москва) — радянський літературознавець, історик літератури та журналістики Росії та Південної України XIX століття. Брат археолога та історика літератури Е. Г. Оксмана.

## Походження та освіта
Народився 12 січня 1895 року у Вознесенську в родині аптекаря.
Після закінчення в 1912 році гімназії з срібною медаллю юнак поїхав до Німеччини, де навчався спочатку у Гейдельбергському, а потім у Боннському університетах, в яких спеціалізувався на вивченні джерелознавства, текстології, історії.
У 1913 році повернувся до Росії та вступив на слов'яно-російське відділення історико-філологічного ф-ту С.-Петербурзького університету, а також одночасно відвідував лекції на історичному відділенні, де спеціалізувався на вивченні російської літератури XVIII–XIX століть. Студентом почав публікувати літературні праці, перші з яких побачили світ у 1915 році. По закінченню університету із спеціальністю педагога історії російської літератури та архівознавства 20 травня 1917 року рішенням Ради історико-філологічного факультету залишений при кафедрі історії російської літератури для підготовки до професорського звання.
Паралельно з навчанням у 1917–1918 роках почав працювати помічником начальника архіву Міністерства освіти (народного комісаріату освіти). Після лютневої революції 1917 року брав участь у підготовці та проведенні реформи архівної справи. В 1918–1919 роках завідував сектором цензури та друку Центрархіву РФСР. Одночасно з цим займався громадською діяльністю, був членом Петроградської ради робітничих, селянських та солдатських депутатів.

## «Одеський період» життя
Від лютого 1920 року до вересня 1923 року мешкав та працював в Одесі. Як член одеського губревкому (1920—1922 рр.), очолив губернське архівне управління та роботу по створенню губернського історичного архіву. Результатом цієї діяльності стало проведення перевірки та впорядкування архіву Управління Новоросійського і Бессарабського генерал-губернатора, архіву Управління Одеського навчального округу і Одеського міського самоуправління, Канцелярії Одеського градоначальника Запорізької Січі, зареєстровано п'ятдесят сім одеських архівів і прийнято на збереження сім приватних архівів та багато іншого. Важливим аспектом діяльності в «одеський період» життя, стала педагогічна робота, що була пов'язана з чотирма вищими навчальними закладами. Працював приват-доцентом Новоросійського університету (лютий-травень 1920 р.) та Одеського гуманітарно-суспільного інституту (1920—1921 рр.), професором Одеського інституту народної освіти (1920–1923 рр.) та Одеського археологічного інституту (ОАІ) (1921—1922 рр.). Особливо треба відмітити його адміністративну діяльність у двох останніх закладах, де у першому молодий вчений обіймав посаду завідувача музейно-архівно-бібліотечного відділу факультету політичної освіти (вересень 1923), а у другому — ректора (травень 1921 — вересень 1922 рр.). Серед лекційних курсів, що викладав у цей час були загальні курси — історія російської літератури, історіографія російської літератури, архівознавство, а також спеціальні курси — цензура і преса XIX століття, історія російської літератури XIX століття семінар по історії революційного руху та «Пушкінський» семінар.

## «Ленінградський період» життя
На початку вересня 1923 року повернувся до Петрограду, де продовжив кар'єру: був управляючим Третім відділенням Юридичної секції Петроградського відділення Центрархіву, професором кафедри архівознавства та літературного джерелознавства Петроградського університету (1923—1936 рр.), співредактором історико-літературного видання «Антей» (1924—1926 рр.), ученим секретарем, а згодом заступником директора з наукової роботи Інституту російської літератури (ІРЛІ) АН СРСР (1932—1936 рр.), членом Пушкінської комісії АН СРСР (1933—1936 рр.), членом Президії Ленінградської міської Ради депутатів (1933—1936 рр.). Одночасно брав участь у роботі секції Всесоюзного товариства політкаторжан і засланих поселенців (1933—1935 рр.). Як заступник директора ІРЛІ (Пушкінського Дому) керував його реорганізацією із музейно-джерелознавчої установи у науково-дослідний інститут, займався справами Пушкінського заповідника, очолював підготовку пушкінського ювілею 1937 року та брав участь у підготовці Повного академічного зібрання творів О. С. Пушкіна.

## Репресії
У цей період через політичні мотиви двічі (1930 і 1931 рр.) був заарештований, але «болючим» ударом долі став третій арешт, що стався у листопаді 1936 року, коли йому інкримінували «спробу зриву ювілею Пушкіна, шляхом гальмування роботи над ювілейним зібранням творів». Постановою Особливої наради при НКВС СРСР від 15 червня 1937 року засуджений до 5 років таборів. Відбував покарання на Колимі, працював банщиком, бондарем, чоботарем, сторожем. У 1941 році отримав новий термін (5 років) за «наклеп на радянський суд». В ув'язненні продовжував наукову роботу, збирав документи та усні свідчення про російську культуру початку XX століття. Звільнений у листопаді 1946 року. За допомогою друга, професора Г. Гуковського був прийнятий на роботу до Саратовського університету. Його лекції та семінари користувалися надзвичайним успіхом у студентів, деякі з яких у майбутньому стали відомими вченими, докторами і кандидатами наук. Професором штату Саратовського університету був зарахований у 1947 році, але вже під час всесоюзної атестації робітників вищої школи 1949 року ВАК відмовила йому у видачі професорського атестату з причини відсутності у нього документу про затвердження в цьому званні. Лише у 1954 році був затверджений у вченому званні професора.

## «Московський період» життя
У 1958 році повернувся до Москви, де включно до 1964 року працював старшим науковим співробітником Відділу російської літератури в Інституті світової літератури імені О. М. Горького АН СРСР. За два роки до того було відновлено його членство у Спілці письменників СРСР (у 1936 р. звільнений), але не надовго. У жовтні 1964 його виключили із Союзу письменників за викриттям провокаторів і донощиків із середовища літераторів, які співробітничали у 1930—1940-х роках з органами держбезпеки. Його примусили піти з інституту та вивели із складу редколегії «Короткої літературної енциклопедії». Свої роботи публікував під псевдонімами «Ю. О.», «Ю. Григорьев», «А. Осокин». у 1965—1968 роках працював професором-консультантом кафедр історії СРСР й історії російської літератури у Горьковському університеті, але невдовзі за вимогами КДБ і обласного комітету КПРС також звільнений. Переслідування у формі заборони згадувати ім'я вченого продовжувалися і після його смерті.
Помер 15 вересня 1970 року в Москві.

## Науковий доробок
Діапазон наукових інтересів широкий: історія, архівознавство, джерелознавство, літературознавство, текстологія та ін. В області історії відомий як автор публікацій архівних матеріалів по справі декабристів — «Декабристи. Невидані матеріали і статі» (1925 р.), «Повстання Чернігівського піхотного полку» (1929 р.), «Повстання декабристів» (1929 р.), роботу по якій він розпочав ще за часів перебування в Одесі, редактор низки збірок з історії декабристського руху — «Бунт декабристів» (1926 р.). Дослідник і знавець архівів та інших документальних джерел з історії літератури й громадської думки, організатор наукової діяльності в області архівної справи. У літературознавстві — один з провідних спеціалістів в області вивчення творчої лабораторії О. Пушкіна. По цій проблематиці у 1930—1950-х роках опублікував низку статей та видав декілька виявлених пушкінських текстів. У 1959 році ці статті й тексти були перевидані у збірці «Пушкін у роботі над „Історією Пугачова“ і повістю „Капітанська дочка“». Його перу також належать коментарі до названих творів у шеститомному академічному зібранні творів О. Пушкіна. Готував до видання, комплектував і коментував зібрання творів К. Рилєєва, О. Пушкіна, М. Лермонтова, М. Гоголя, В. Бєлінського, І. Тургенєва та інших. За книгу «Літопис життя і творчості В. Г. Бєлінського» (1958 р.) в 1961 році удостоєний премії Академії Наук СРСР імені В. Г. Бєлінського. Однією з найкращих літературознавчих праць є монографія «Від „Капітанської дочки“ до „Записок охотника“. Пушкін — Рилєєв — Кольцов — Бєлінський — Тургенєв» (1959 р.). У співавторстві написав два сценарії до фільмів «С. В. Д.» (1927 р. з Ю. Тиняновим) і «Ася» (1928 р. з М. Блейманом).

## Праці
- Литературный музеум (Цензурные материалы І-го отд. IV секции Государственного архивного фонда) / Под ред. А. С. Николаева и Ю. Г. Оксмана. — Т. І. — СПб., 1921. — 420 с.
- Константиновская легенда в Херсонщине (Эпизод из истории аграрних волнений после 14 декабря .)/Ю. Г. Оксман // На помощь! — 1921. — 15 августа.
- Кирилло-Мефодиевцы в Новороссии (Обзор материалов одесского архивного фонда)/Ю. Г. Оксман // Борьба классов. — № 1–2. — 1924. — С. 251—257.
- Декабристы. Неизданные материалы и статьи / Под ред. Б. Л. Модзалевского и Ю. Г. Оксмана. — М., 1925. — XVI, 336 с.
- Отклик московских промышленников на антиеврейские безпорядки / Ю. Г. Оксман // Красный архив. — Т. 1. — 1926. — С. 258—260.
- Бунт декабристов: юбилейный сборник 1825—1925 / Под редакцией Ю. Г. Оксмана, П. Е. Щеголева. — Л.: Былое, 1926. — 400 с.
- Декабристы. Отрывки из источников / Сост. Ю. Г. Оксман. — М.-Л.: Государственное издательство, 1926. — 489 с.
- Одеське «гніздо змови» 1825 року (Спроба перегляду питання про базу «декабризму» на Україні)/Ю. Г. Оксман // Прапор Марксизму. — 1928. — № 1. — С. 165—207.
- Восстание Черниговского полка (Обзор источников, публикаций и исследований)/Ю. Г. Оксман // Восстание декабристов. — Т. VI. — М.; Л., 1929. — С. IX-LXVII.
- От «Капитанской дочки» к «Запискам охотника»: Пушкин — Рылеев — Кольцов — Белинский — Тургенєв: исследования и материалы/ Ю. Г. Оксман. — Саратов: Саратовское книжное издательство, 1959. — 314 с.
- Секретне слідство про «Исповедь Наливайко» К. Ф. Рилєєва року 1825 [Архівовано 1 грудня 2017 у Wayback Machine.] // Ювілейний збірник на пошану академіка Д. І. Багалія. — Т. 1. — К., 1927;